# Усть-Вимський район
Усть-Ви́мський район (рос. Усть-Вымский район, комі Емдін район) — адміністративна одиниця Республіки Комі Російської Федерації.
Адміністративний центр — село Айкіно.

## Населення
Населення району становить 26192 особи (2017; 29474 у 2010, 34000 у 2002, 42941 у 1989).
Національний склад (станом на 2010 рік):
- росіяни — 18358 осіб (62,29 %)
- комі — 7475 осіб (25,36 %)
- українці — 1291 особа (4,38 %)
- білоруси — 319 осіб (1,08 %)
- німці — 247 осіб (0,84 %)
- чуваші — 238 осіб (0,81 %)
- азербайджанці — 187 осіб (0,64 %)
- татари — 165 осіб (0,56 %)
- інші — 1194 особи

## Адміністративно-територіальний поділ
На території району 2 міських поселення та 10 сільських поселень:
| Поселення                       | Площа, км² | Населення, осіб (1989) | Населення, осіб (2002) | Населення, осіб (2010) | Населення, осіб (2019) | Центр     | Населені пункти |
| ------------------------------- | ---------- | ---------------------- | ---------------------- | ---------------------- | ---------------------- | --------- | --------------- |
| Жешартське міське поселення     | 1010,04    | 12846                  | 10072                  | 8580                   | 7264                   | Жешарт    | 2               |
| Мікунське міське поселення      | 564,11     | 12702                  | 11680                  | 10740                  | 9684                   | Мікунь    | 2               |
| Айкінське сільське поселення    | 203,33     | 4166                   | 3790                   | 3574                   | 3155                   | Айкіно    | 8               |
| Вежайське сільське поселення    | 850,06     | 2717                   | 771                    | 632                    | 369                    | Вежайка   | 3               |
| Гамське сільське поселення      | 250,16     | 1122                   | 845                    | 739                    | 656                    | Гам       | 9               |
| Донайольське сільське поселення | 53,32      | 972                    | 660                    | 476                    | 378                    | Донайоль  | 1               |
| Ілья-Шорське сільське поселення | 284,24     | 991                    | 672                    | 480                    | 396                    | Ілья-Шор  | 1               |
| Кожмудорське сільське поселення | 412,60     | 1717                   | 1301                   | 953                    | 785                    | Кожмудор  | 13              |
| Мадмаське сільське поселення    | 648,53     | 1585                   | 1040                   | 793                    | 671                    | Мадмас    | 2               |
| Межезьке сільське поселення     | 89,06      | 1357                   | 1049                   | 797                    | 647                    | Межег     | 3               |
| Студенецьке сільське поселення  | 275,55     | 1157                   | 860                    | 665                    | 504                    | Студенець | 3               |
| Усть-Вимське сільське поселення | 163,46     | 1609                   | 1260                   | 1045                   | 868                    | Усть-Вим  | 6               |

## Найбільші населені пункти
| №  | Населений пункт | Населення, осіб (1989) | Населення, осіб (2002) | Населення, осіб (2010) |
| -- | --------------- | ---------------------- | ---------------------- | ---------------------- |
| 1  | Мікунь          | 12 437                 | 11 680                 | 10 730                 |
| 2  | Жешарт          | 12 787                 | 10 029                 | 8 561                  |
| 3  | Айкіно          | 3 796                  | 3 532                  | 3 367                  |
| 4  | Мадмас          | 1 532                  | 1 036                  | 793                    |
| 5  | Усть-Вим        | 1 049                  | 894                    | 760                    |
| 6  | Казлук          | 980                    | 744                    | 600                    |
| 7  | Вежайка         | 1 247                  | 693                    | 598                    |
| 8  | Студенець       | 937                    | 688                    | 526                    |
| 9  | Ілья-Шор        | 991                    | 672                    | 480                    |
| 10 | Донайоль        | 972                    | 660                    | 476                    |